# سینتاستی
سینتاستی (به قزاقی: Syntasty) یک رود در قزاقستان است که در استان چلیابینسک واقع شده‌است.